# Manguito
Manguito är en ort i Kuba.   Den ligger i provinsen Matanzas, i den västra delen av landet, 160 km öster om huvudstaden Havanna. Manguito ligger 48 meter över havet och antalet invånare är 3 155.
Terrängen runt Manguito är platt. Runt Manguito är det ganska glesbefolkat, med 34 invånare per kvadratkilometer. Närmaste större samhälle är Calimete, 6,0 km söder om Manguito. Trakten runt Manguito består till största delen av jordbruksmark.